# Accident of Birth
Accident of Birth četvrti je samostalni studijski album britanskog heavy metal pjevača Brucea Dickinsona. Album su u svibnju 1997. godine objavile diskografske kuće Raw Power i CMC International.

## O albumu
Accident of Birth drugi je studijski album koji je nastao kao rezultat suradnje Brucea Dickinsona s gitaristom i producentom  Royem Z (prvi je album takvog tipa bio Balls to Picasso) te se zbog toga i uvelike razlikovao od Dickinsonovog prethodnog albuma Skunkworks, koji je bio više usmjeren prema alternativnom rocku nego heavy metalu. 
Adrian Smith, u to doba bivši član sastava Iron Maiden, 1997. godine pridružio se Dickinsonovoj grupi. Međutim, Smith će u Dickinsonovom sastavu ostati samo dvije godine jer se 1999. godine s Dickinsonom ponovno priključio Iron Maidenu. 
Budući da je ovaj album bio komercijalno uspješniji od prethodnog, Dickinson je odlučio nastaviti svoju suradnju s Royem Z; rezultat te daljnje suradnje Dickinsonovi su albumi The Chemical Wedding i Tyranny of Souls.
Naslovnicu albuma izradio je Derek Riggs, poznat kao tvorac Eddieja (maskote Iron Maidena) i dizajner naslovnica svih albuma, singlova, postera i brošura za turneje Iron Maidena od 1980. do 1990. godine.
Album je 2005. godine ponovno objavila diskografska kuća Sanctuary Midline; ta inačica albuma sadrži i bonus CD s još devet pjesama.

## Popis pjesama
| 1.    | »Freak«                | Bruce Dickinson, Roy Z  | 4:15 |
| 2.    | »Toltec 7 Arrival«     | Dickinson, Z            | 0:37 |
| 3.    | »Starchildren«         | Dickinson, Z            | 4:16 |
| 4.    | »Taking the Queen«     | Dickinson, Z            | 4:49 |
| 5.    | »Darkside of Aquarius« | Dickinson, Z            | 6:42 |
| 6.    | »Road to Hell«         | Dickinson, Adrian Smith | 3:57 |
| 7.    | »Man of Sorrows«       | Dickinson               | 5:20 |
| 8.    | »Accident of Birth«    | Dickinson, Z            | 4:23 |
| 9.    | »The Magician«         | Dickinson, Z            | 3:54 |
| 10.   | »Welcome to the Pit«   | Dickinson, Smith        | 4:43 |
| 11.   | »Omega«                | Dickinson, Z            | 6:23 |
| 12.   | »Arc of Space«         | Dickinson, Z            | 4:18 |
| 53:37 |                        |                         |      |

| Popis pjesama s proširenog izdanja iz 2005. godine (drugi CD) | Popis pjesama s proširenog izdanja iz 2005. godine (drugi CD) | Popis pjesama s proširenog izdanja iz 2005. godine (drugi CD) | Popis pjesama s proširenog izdanja iz 2005. godine (drugi CD) | Popis pjesama s proširenog izdanja iz 2005. godine (drugi CD) | Popis pjesama s proširenog izdanja iz 2005. godine (drugi CD) | Popis pjesama s proširenog izdanja iz 2005. godine (drugi CD) | Popis pjesama s proširenog izdanja iz 2005. godine (drugi CD) | Popis pjesama s proširenog izdanja iz 2005. godine (drugi CD) | Popis pjesama s proširenog izdanja iz 2005. godine (drugi CD) |
| Br.                                                           | Skladba                                                       | Autor                                                         | Trajanje                                                      |                                                               |                                                               |                                                               |                                                               |                                                               |                                                               |
| ------------------------------------------------------------- | ------------------------------------------------------------- | ------------------------------------------------------------- | ------------------------------------------------------------- | ------------------------------------------------------------- | ------------------------------------------------------------- | ------------------------------------------------------------- | ------------------------------------------------------------- | ------------------------------------------------------------- | ------------------------------------------------------------- |
| 1.                                                            | »The Ghost of Cain«                                           | Dickinson, Smith                                              | 4:12                                                          |                                                               |                                                               |                                                               |                                                               |                                                               |                                                               |
| 2.                                                            | »Accident of Birth (Demo)«                                    |                                                               | 4:15                                                          |                                                               |                                                               |                                                               |                                                               |                                                               |                                                               |
| 3.                                                            | »Starchildren (Demo)«                                         |                                                               | 5:01                                                          |                                                               |                                                               |                                                               |                                                               |                                                               |                                                               |
| 4.                                                            | »Taking the Queen (Demo)«                                     |                                                               | 4:30                                                          |                                                               |                                                               |                                                               |                                                               |                                                               |                                                               |
| 5.                                                            | »Man of Sorrows (Radio edit)«                                 |                                                               | 3:55                                                          |                                                               |                                                               |                                                               |                                                               |                                                               |                                                               |
| 6.                                                            | »Man of Sorrows (Orchestral version)«                         |                                                               | 5:17                                                          |                                                               |                                                               |                                                               |                                                               |                                                               |                                                               |
| 7.                                                            | »Hombre Triste (Spanish version of "Man of Sorrows")«         |                                                               | 3:53                                                          |                                                               |                                                               |                                                               |                                                               |                                                               |                                                               |
| 8.                                                            | »Darkside of Aquarius (Demo)«                                 |                                                               | 6:20                                                          |                                                               |                                                               |                                                               |                                                               |                                                               |                                                               |
| 9.                                                            | »Arc of Space (Demo)«                                         |                                                               | 4:02                                                          |                                                               |                                                               |                                                               |                                                               |                                                               |                                                               |
| 41:25                                                         |                                                               |                                                               |                                                               |                                                               |                                                               |                                                               |                                                               |                                                               |                                                               |

## Zasluge
| Bruce Dickinson - Bruce Dickinson – vokali - Adrian Smith – gitara - Roy Z – gitara, melotron, klavir, produkcija, inženjer zvuka, miksanje - Eddie Casillas – bas-gitara - David Ingraham – bubnjevi Dodatni glazbenici - Silvia Tsai – violina (na pjesmama "Taking the Queen", "Man of Sorrows" i "Arc of Space") - Rebecca Yeh – violončelo (na pjesmama "Taking the Queen", "Man of Sorrows" i "Arc of Space") - Richard Baker – klavir (na pjesmi "Man of Sorrows") | Ostalo osoblje - Joe Floyd – miksanje (pjesama "Toltec 7 Arrival", "Road to Hell" i "The Magician"), inženjer zvuka - Stan Katayama – miksanje, inženjer zvuka - Rober Newfied – aranžman gudača - Greg Fidelman – inženjer zvuka - Tom Banghart – inženjer zvuka - Hugh Gilmour – dizajn - Paul Cox – fotografija - Curt Evans – logotipi - Derek Riggs – naslovnica |